# Anna

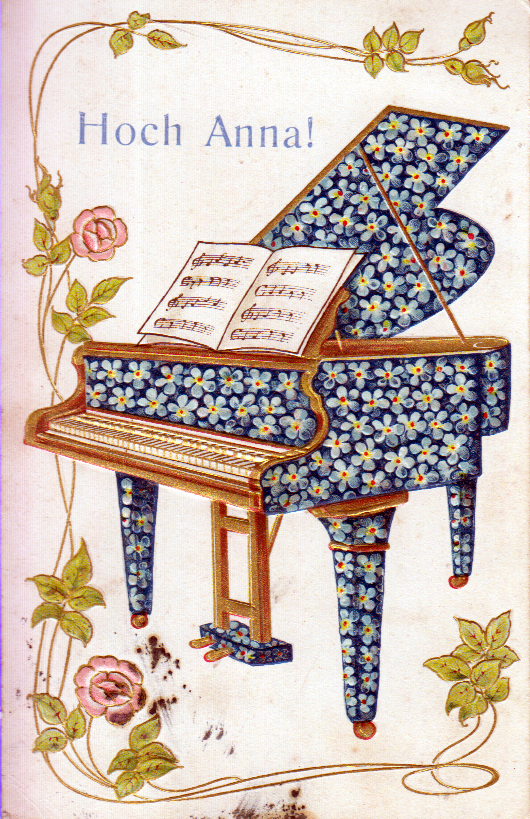
Namenstagskarte für Anna (1903)

Anna ist ein weiblicher Vorname.

## Herkunft und Bedeutung
Beim Namen Anna handelt es sich um die lateinische Variante des hebräischen Namens חַנָּה channāh, ḥannâ.
Daneben lässt sich Anna auch als Kurzform von germanischen Namen, die mit der Silbe arn- „Adler“ beginnen, oder als Kurzform von Namen mit der Endung -anna deuten.
Außerdem ist Anna Perenna die römische Neujahrsgöttin. Ihr Name bedeutet „stets wiederkehrendes Jahr“.
Nach katholischer und orthodoxer Überlieferung ist Anna bzw. Hanna der Name der Großmutter Jesu Christi.

## Verbreitung
Anna war schon im byzantinischen Reich ein sehr populärer Vorname, der sich im Mittelalter auch in Europa ausbreitete. Noch heute erfreut er sich international großer Beliebtheit.
Hervorzuheben sind hier Österreich (Rang 2, Stand 2020), Tschechien (Rang 3, Stand 2016) und Ungarn (Rang 2, Stand 2019).
In Deutschland gehört Anna zu den wenigen Vornamen, die seit 1890 durchgehend in den Vornamensstatistiken auftauchen. Im ausgehenden 19. und beginnenden 20. Jahrhundert zählte der Name zu den beliebtesten Mädchennamen und belegte dabei mehrfach den 1. Rang. Mit den 1920er Jahren sank die Popularität des Namens. In den 1940er bis 1960er Jahren wurde er kaum vergeben. Ein plötzliches Revival erlebte der Name in den 1970er Jahren. In den 1980er Jahren gehörte er wieder zu den beliebtesten Vornamen. In den 1990er und 2000er Jahren belegte er wieder mehrfach den 1. Rang der Statistik. Mittlerweile wird der Name wieder etwas seltener vergeben. Im Jahr 2021 belegte Anna Rang 18 der Hitliste. In Süddeutschland belegt der Name sogar Rang 7, als Zweitname steht er auf Rang 10.

## Namenstage
- 8. Februar: nach Anna Margareta Lorger
- 9. Februar: nach Anna Katharina Emmerick
- 7. Juni: nach Ana vom heiligen Bartholomäus
- 26. Juli: nach der Heiligen Anna
- 5. Oktober: nach Anna Schäffer
- 20. Oktober: nach Anna Francesca Boscardin
- 9. Dezember (orthodox: „Empfängnis der hl. Anna“)

Für weitere Namenstage: siehe Hanna

## Namensträgerinnen

### Herrscherinnen
- Anna von Byzanz (963–1011/1012), Großfürstin von Kiew, Ehefrau von Wladimir dem Großen
- Anna von Kiew (um 1024/1035 bis um 1075/1089), dritte Ehefrau König Heinrichs I. von Frankreich und Königin von Frankreich
- Anna von Kaschin (1280–1368), russische Fürstin aus dem Fürstengeschlecht der Rurikiden; 1650 heiliggesprochen
- Anna Anachutlu Komnene (um 1285–1341), Kaiserin von Trapezunt
- Anna von Savoyen (* um 1306; † 1365), durch Heirat Kaiserin von Byzanz
- Anna von der Pfalz (1329–1353), deutsche Königin
- Anna von Schweidnitz (1339–1362), deutsche Königin
- Anne de Bourbon (um 1380–1408), erste Ehefrau Herzog Ludwigs VII. von Bayern-Ingolstadt
- Anna von Cilli (1386–1416), Königin von Polen und Großfürstin von Litauen
- Anna von Veldenz (* um 1390; † 1439), Gräfin des zweiten Geschlechtes der Grafen von Veldenz
- Anna (Großfürstin von Litauen) († 1418)
- Anna von Braunschweig († 1432), Gattin des österreichischen Herzogs Friedrich IV.
- Anna von Nassau-Dillenburg (* ca. 1441; † 1513), durch Heirat Herzogin und Regentin von Braunschweig-Lüneburg sowie letzte Gräfin von Katzenelnbogen
- Anna von Brandenburg (1487–1514), durch Heirat Königin von Dänemark und Norwegen, sowie Herzogin von Schleswig-Holstein-Gottorf
- Anna von Ostfriesland (1501–1575), durch Heirat Gräfin und später Regentin von Ostfriesland
- Anna von Braunschweig-Lüneburg (1502–1568), Herzogin von Pommern
- Anna von Böhmen und Ungarn (1503–1547)
- Anna von Mecklenburg (1485–1525, regierte während der Minderjährigkeit des Landgrafen Philipp von Hessen (1514–1518))
- Anna von Kleve (1515–1557) war die vierte Ehefrau König Heinrichs VIII.
- Anna von Kleve (Arnsberg), Gräfin von Arnsberg
- Anna von Österreich (1528–1590), Tochter von Kaiser Ferdinand I.
- Anna Maria von Braunschweig-Calenberg-Göttingen (1532–1568), Tochter von Herzog Ernst I. von Braunschweig-Lüneburg
- Anna von Dänemark, genannt „Mutter Anna“, Kurfürstin von Sachsen
- Anna von Sachsen (1544–1577)
- Anna von Österreich (1549–1580), Tochter von Kaiser Maximilian II.
- Anna von Österreich (1573–1598), Tochter des österreichischen Erzherzogs Karl II.
- Anna von Dänemark (1574–1619), Ehefrau König Jakob VI. von Schottland / Jakobs I. von England
- Anna von Preußen (1576–1625)
- Anna von Österreich (1601–1666), Königin und Regentin von Frankreich
- Anna von Sachsen (1377–1395) ⚭ Herzog Rudolf III. (Sachsen-Wittenberg) (um 1373–1419), Tochter von Balthasar (Thüringen und Meißen)
- Anna von Sachsen († 1426) ⚭ Herzog Friedrich I. (Braunschweig-Wolfenbüttel), Tochter von Wenzel I. (Sachsen-Wittenberg)
- Anna von Sachsen (1437–1512) ⚭ Kurfürst Albrecht Achilles (1414–1486), Tochter von Friedrich II. (Sachsen)
- Anna von Sachsen (1544–1577) ⚭ Wilhelm I. (Oranien) (1533–1584), Tochter von Moritz (Sachsen)
- Anna Maria von Sachsen (1836–1859) ⚭ Großherzog Ferdinand IV. (Toskana) (1835–1908), Tochter von Johann (Sachsen)
- Anna von Schlüsselberg, im 14. Jahrhundert Äbtissin des Klosters Schlüsselau
- Anna II. zu Stolberg-Wernigerode, Äbtissin des reichsunmittelbaren und freiweltlichen Stifts Quedlinburg
- Anna III. zu Stolberg-Wernigerode (1565–1601), Äbtissin des reichsunmittelbaren und freiweltlichen Stifts Quedlinburg
- Anna von Böhmen und Ungarn (1503–1547), Tochter des Wladyslaw II. von Böhmen und Ungarn, Ehefrau des späteren Kaisers Ferdinand I
- Anna Iwanowna (1693–1740), Zarin von Russland
- Anna Amalie von Preußen (1723–1787)
- Anna Elisabeth Luise von Brandenburg-Schwedt (1738–1820)
- Anna Amalia von Braunschweig-Wolfenbüttel (1739–1807), Herzogin von Sachsen-Weimar und Eisenach
- Anna von Viermund (auch von Viermündt, 1538–1599), durch Ehe Gräfin von Waldeck und Freifrau von Winnenberg und Beilstein
- Anna von Nürnberg († 1383), von 1370 bis 1383 Äbtissin des Klosters Himmelkron
- Anna Charlotte von Lothringen (1714–1773), Herzogin von Lothringen und Äbtissin von Remiremont
- Anna von Pfalz-Veldenz (1540–1586), Pfalzgräfin von Pfalz-Veldenz und durch Heirat Markgräfin von Baden-Durlach
- Anna von der Pfalz (Herzogtum Berg) (1346–1415), pfälzische Prinzessin, durch Heirat Herzogin von Berg
- Anna von Polen (1476–1503), polnische Prinzessin und Herzogin von Pommern
- Anna von Tecklenburg-Schwerin (1532–1582), Gräfin von Tecklenburg und durch Heirat Gräfin von Bentheim
- Anna von Zähringen (1162–1226), Frau von Ulrich III.
- Anna Christine Luise von Pfalz-Sulzbach (1704–1723), Herzogin von Savoyen, Kronprinzessin von Sardinien-Piemont
- Anna Dalassene, byzantinische Kaiserin, Mutter von Alexios I. Komnenos
- Anna Henriette von Pfalz-Simmern (1648–1723), Princesse de Condé
- Anna Leopoldowna (1718–1746), Großfürstin und Regentin Russlands
- Anna Magdalena von Pfalz-Birkenfeld-Bischweiler (1640–1693), Gräfin von Hanau-Lichtenberg
- Anna Maria von Boskowitz und Černahora (1575–1625), mährische Adlige, Fürstin von Liechtenstein, Herzogin von Troppau und Jägerndorf
- Anna Maria von Brandenburg-Bayreuth (1609–1680), Fürstin von Eggenberg
- Anna Maria von Liechtenstein (1699–1753), Fürstin von Liechtenstein
- Anna Maria von Mecklenburg (1627–1669), Herzogin zu Mecklenburg, Prinzessin von Mecklenburg-Schwerin, durch Heirat Herzogin von Sachsen-Weißenfels
- Anna Maria von der Pfalz (1561–1589), Prinzessin von Schweden und Herzogin von Södermanland
- Anna Petrowna (1708–1728), Tochter von Peter dem Großen
- Anna Sophie von Preußen (1527–1591), Herzogin zu Mecklenburg
- Anna von Großbritannien, Irland und Hannover (1709–1759), Princess Royal sowie Prinzregentin von Friesland

### Weitere Adelige
- Anna (Falkenstein) († 1420), hessische Adlige
- Anna von Waldburg, Tochter des Johannes II. von Waldburg
- Anna zu Mecklenburg (1865–1882), Angehörige des großherzoglichen Hauses von Mecklenburg-Schwerin
- Anna Theresa von Savoyen (1717–1745), Prinzessin aus dem Hause Savoyen
- Anna Victoria von Savoyen (1683–1763), Prinzessin von Sachsen-Hildburghausen

### Herrscher
Es existierten auch männliche Träger dieses Namens:
- Anna (East Anglia), König von East Anglia (635–654)
- Anne de Montmorency (1493–1567), Connétable von Frankreich

### Äbtissinnen und Priorinnen
- Anna von der Borch († 1512), Äbtissin des Klosters Kaufungen
- Anna von Gundelfingen (* zwischen 1360 und 1365; † 1410), Äbtissin des freiweltlichen Damenstifts Buchau im heutigen Bad Buchau am Federsee
- Anna von Henneberg († um 1363), Äbtissin des Klosters Sonnefeld
- Anna Sophia von Hessen-Darmstadt (1638–1683), als Anna Sophia II. Äbtissin des reichsunmittelbaren und freiweltlichen Stifts Quedlinburg
- Anna von Munzingen († 1327), deutsche Dominikanerin und Priorin im Kloster Adelhausen in Freiburg
- Anna von Nürnberg († 1383), Äbtissin des Klosters Himmelkron
- Maria Anna von Oeyen (1737–1813), die letzte Äbtissin von 1774 bis 1802 im Zisterzienserkloster St. Ludwig, Dalheim
- Anna Payer († 1546), Äbtissin in Basel
- Anna Dorothea von Sachsen-Weimar (1657–1704), Äbtissin des Reichsstifts Quedlinburg
- Anna Salome von Salm-Reifferscheidt (1622–1688), Fürstäbtissin des kaiserlich-freiweltlichen katholischen Stifts Essen
- Anna von Schlüsselberg († 1379), Äbtissin des Klosters Schlüsselau
- Anna II. zu Stolberg (1504–1574), Äbtissin des Reichsstiftes von Quedlinburg
- Anna III. zu Stolberg (1565–1601), Äbtissin des reichsunmittelbaren und freiweltlichen Stifts Quedlinburg
- Anna Erika von Waldeck (1551–1611), Äbtissin des Reichsstifts Gandersheim
- Anna von Weinburg (* vor 1303; † 1353), Äbtissin des freiweltlichen Damenstifts Buchau im heutigen Bad Buchau am Federsee
- Anna von Welck (1865–1925), Äbtissin des Klosters Drübeck
- Anna von Werdenberg († 1497), Äbtissin des Damenstifts Buchau

- Anna von Bolanden († 1320), pfälzische Adelige, Zisterzienserin in Worms
- Anna von Bussnang († 1404), Fürstäbtissin des Fraumünsterklosters in Zürich
- Anna Margarete von Braunschweig-Harburg (1567–1646), Pröpstin im Stift Quedlinburg

### Mythologische Personen
- Anna (Schwester der Dido), identifiziert mit Anna Perenna, einer römischen Göttin

### Heilige
- Anna (Heilige), Großmutter Jesu Christi
- Anna Schäffer, Heilige aus Mindelstetten, Deutschland
- Anna von Nowgorod, Heilige der russisch-orthodoxen Kirche

### Weiblicher Vorname
Es gibt eine große Zahl von Persönlichkeiten mit Vornamen Anna.